# Кашино (Карелия)
Кашино — посёлок в составе Шальского сельского поселения Пудожского района Карелии России.

## Общие сведения
Расположен на берегу реки Водла.

## Население
| 2002 | 2009 | 2010 | 2013 |
| ---- | ---- | ---- | ---- |
| 115  | ↘105 | ↘89  | ↘84  |